# Szent Mihály és Gábriel arkangyalok fatemplom (Kővárkölcse)
A kővárkölcsei Szent Mihály és Gábriel arkangyalok fatemplom műemlékké nyilvánított épület Romániában, Máramaros megyében. A romániai műemlékek jegyzékében az  MM-II-m-A-04561 sorszámon szerepel.